# 金角湾 (ウラジオストク)

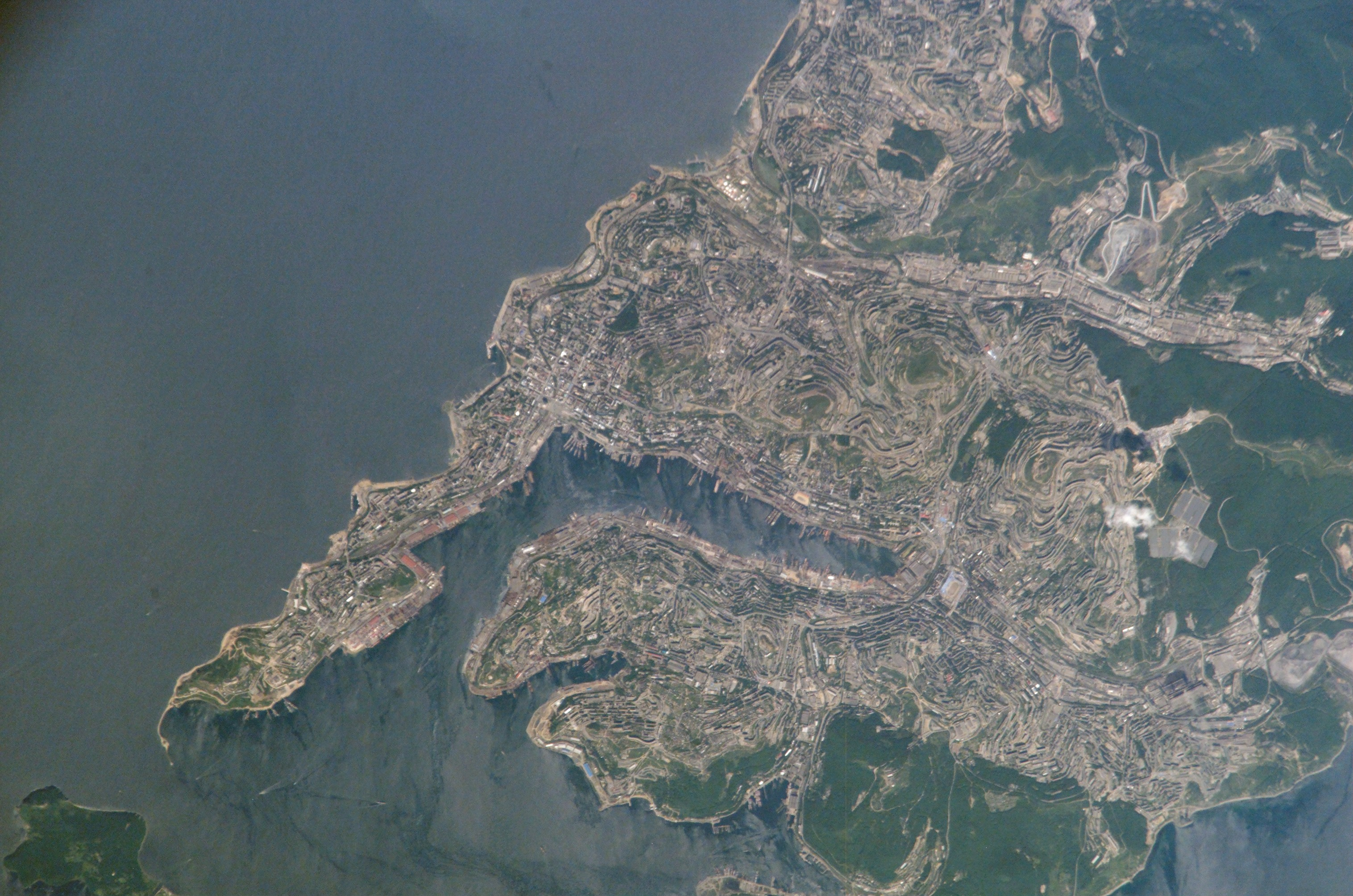
ウラジオストクの衛星画像。中央にある細長い湾が金角湾

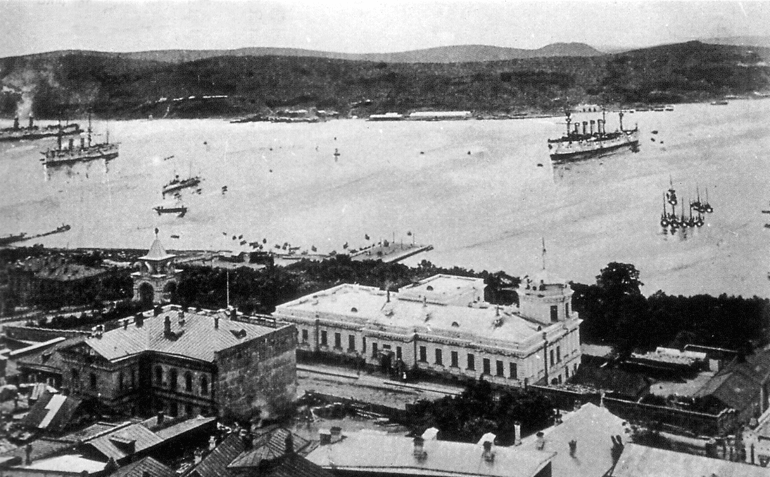
ウラジオストク軍港に入るロシアの装甲巡洋艦。左はリューリク、右はグロモボーイ（1903年）

金角湾（きんかくわん、ロシア語: Бухта Золотой Рог ブーフタ・ザラトーイ・ローク）は、ロシア沿海地方の最大都市であるウラジオストクにある入り江。日本海北西部のピョートル大帝湾に突き出したムラヴィヨフ＝アムールスキー半島の先端に角状に細長く切れ込んでいる。

## 概要
金角湾は東のゴルドビナ岬と西のチグローヴイ岬の間にあり、北西はシュコタ半島に囲まれている。湾の長さは7km、幅は2kmで、水深は20mから27m。湾の両側は丘陵に囲まれ、海岸線には埠頭や造船所が、丘の上には住宅地がびっしりと続き、最奥部の丘の上にウラジオストク市街中心部がある。波から守られた天然の良港であるが、ウラジオストク市街は湾を挟んで二分されているため交通の便が悪い状態が続いていた。そこで湾を横断する橋の建設が計画され、2012年8月に黄金橋 (Золотой мост) が開通した。
19世紀後半、アイグン条約と北京条約が結ばれるまでは清の領土であり、この湾は海参崴（ハイシェンウェイ）と呼ばれていた。最初にこの湾に入ったヨーロッパの船は、1852年に投錨したフランスの捕鯨船だと考えられている。クリミア戦争の時期には、ヴァシーリー・ザヴォイコ率いるロシア帝国海軍艦隊を捜索中のイギリス海軍の艦船ウィンチェスターが湾内に入り、ポート・メイ（Port May）と名づけている。1859年にはニコライ・ムラヴィヨフ＝アムールスキーが外海から守られたこの地に軍港ウラジオストクを築いたが、コンスタンティノープルの金角湾に形が似ていることから、この湾にロシア語で「金角湾」を意味する名称を与えた。湾の南にある、ムラヴィヨフ半島とルースキー島の間の海峡は同じくコンスタンティノープルのボスポラス海峡にちなんで東ボスポラス海峡と名づけられた。

## 気候と環境

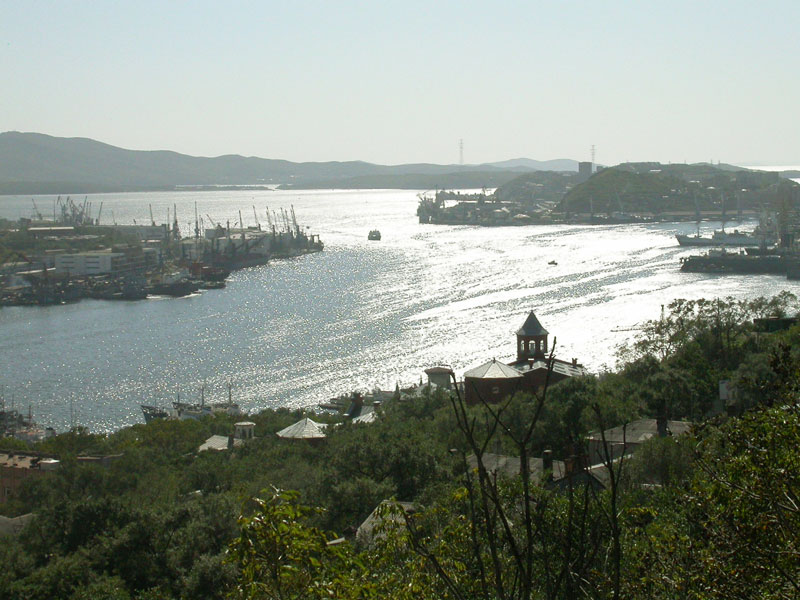
金角湾沿岸に連なる港湾施設

金角湾は風や波からよく守られている。秋から冬にかけては北から北西の強風（秒速6mから8m以上）が吹き、寒冷で乾燥した気候になる。夏には南から南東の弱い風が吹き、雨や霧が多くなる。
湾内では4月から8月にかけて、特に6月と7月に霧が観測される。特に西のウスリー湾から吹く南東の風で霧が運ばれてくる。
金角湾の両側はすべて市街地と港湾（埠頭、漁港、造船所、海軍基地）に使われており、自然海岸は残されていない。海面には油膜やごみが浮かぶなど汚染は激しい。	